# (8106) Carpino
(8106) Carpino  es un asteroide perteneciente al cinturón de asteroides, descubierto el 23 de diciembre de 1994 por Marco Cavagna y Piero Sicoli desde el Observatorio Astronómico Sormano, en Italia.

## Designación y nombre
Carpino se designó inicialmente como 1994 YB.
Más adelante fue nombrado en honor al astrónomo italiano  Mario Carpino (n. 1957).

## Características orbitales
Carpino orbita a una distancia media del Sol de 2,4120 ua, pudiendo acercarse hasta 1,8883 ua y alejarse hasta 2,9357 ua. Tiene una excentricidad de 0,2171 y una inclinación orbital de 9,6992° grados. Emplea en completar una órbita alrededor del Sol 1368 días.

## Características físicas
Su magnitud absoluta es 13,5. Tiene 11,820 km de diámetro. Su albedo se estima en 0,045.